# فلاد روسو
فلاد روسو (بالرومانية: Vlad Rusu)‏ هو لاعب كرة قدم روماني في مركز الهجوم، ولد في 22 يونيو 1990 في كونستانتسا في رومانيا. لعب مع بيرتشوت ويلريجك وستيوا بوخارست ونادي بترولول بلويشتي ونادي فيتورول كونستانتا.

## وصلات خارجية
- فلاد روسو على موقع قاعدة بيانات كرة القدم.إي يو (الإنجليزية)
- فلاد روسو على موقع Soccerway.com (الإنجليزية)